# Auschwitz, enquête sur un complot nazi

Auschwitz, enquête sur un complot nazi est un essai historique de l'historien Florent Brayard, spécialiste de l'histoire de la Shoah, publié en janvier 2012.

## Principales thèses de l'ouvrage
Dans cet ouvrage, Florent Brayard défend plusieurs thèses qui vont à contre-courant d’une très large part de l’historiographie de la Shoah.

### Les deux volets du génocide
Il existerait une distinction fondamentale entre les deux volets du génocide : 
- d'une part, le meurtre des populations juives de l’Est (Ostjuden des territoires occupés de Pologne et d’Union soviétique) dans le cadre des massacres commis sur le terrain par les Einsatzgruppen et de l’Aktion Reinhard ainsi que le meurtre systématique des Juifs polonais ;
- d'autre part, la Solution finale de la question juive à l’échelle européenne, c’est-à-dire la déportation et l’extermination des Juifs d’Allemagne et des pays d’Europe occidentale, alliés de l’Allemagne ou occupés par elle.

Le premier volet du génocide n’aurait pas fait l’objet d’une politique de dissimulation, aurait été très largement connu au sein de l’appareil d’État nazi et même de la population allemande. Le second volet aurait en revanche été tenu dans le plus grand secret possible par Hitler, Himmler et le Reichssicherheitshauptamt (RSHA) (organisme chargé de sa mise en œuvre), et ignoré par certains hauts dirigeants nazis eux-mêmes (Florent Brayard analyse en détail les cas de Joseph Goebbels, de Wilhelm Stuckart,ainsi que de plusieurs hauts responsables du ministère des affaires étrangères). Ceux-ci auraient continué de croire jusqu'en octobre 1943 que la déportation des Juifs allemands et européens à l’Est ne s’accompagnait pas nécessairement d’une mise à mort immédiate.
Ce n’est que lors du discours prononcé par Himmler devant les hauts responsables du parti nazi à Posen le 6 octobre 1943 que la réalité de l’extermination systématique des Juifs allemands et occidentaux aurait été révélée officiellement au sein de l’appareil d’État nazi.

### Une datation tardive de la prise de décision
Florent Brayard reprend en outre l’hypothèse d’une datation tardive de la prise de décision de la Solution finale à l’échelle européenne, qu’il avait formulée dans un précédent ouvrage. Selon lui, la conférence de Wannsee (20 janvier 1942) ne représente pas un moment décisif de la décision du génocide à l’échelle européenne, ni de la communication de cette politique au sein de l’État. L’horizon discuté à Wannsee aurait encore été celui d’une transplantation des Juifs européens dans les territoires conquis de l’Est, avec la perspective d’une mise au travail et d’une extinction, à long terme. La décision d’exterminer sans distinction l’ensemble des Juifs d’Europe, dans un délai d’un an, aurait été prise entre avril et juin 1942, planifiée définitivement par Himmler en juin 1942, et mise en œuvre à partir de ce moment. Ce plan aurait été tenu secret jusqu’au discours d'octobre 1943 à Posen. Jusqu’à cette date, de nombreux responsables nazis auraient continué à croire au projet exposé à Wannsee, devenu entre-temps caduc.

### La question du secret
La volonté, émanant du sommet du Troisième Reich, de cacher le meurtre des Juifs allemands et occidentaux constituerait une forte différence avec le sort réservé aux Juifs des territoires conquis de l’Est — dont le meurtre de masse par les Einsatzgruppen, vécu sur le terrain même par d’innombrables soldats de l’armée allemande en campagne, n’avait pas fait l’objet d’une politique de dissimulation. Pour expliquer cette différence, Brayard propose deux pistes :
- L’Aktion T4, l’extermination des handicapés, lancée en août 1939 et pour laquelle le secret n’avait pu être préservé, a constitué un précédent important, qui peut expliquer le recours au secret concernant la Solution finale. Il s’agissait pour les plus hauts dirigeants nazis de ne pas voir se répéter l’échec de l’été 1941, lorsque l’Aktion T4 avait dû être interrompue en raison de la vague de protestation soulevée dans l’opinion allemande par la prise de conscience du meurtre. Il fallait donc que le meurtre des Juifs allemands et occidentaux demeurât secret[8].
- Il existait une différence importante dans l’imaginaire nazi entre les Juifs de l’Est (Ostjuden), polonais et russes, et les Juifs allemands et occidentaux. Les Juifs de l’Est — figures radicales de l’altérité, cristallisant l’ensemble des stéréotypes raciaux nazis, pouvaient être exterminés à ciel ouvert sans que cela ne fît craindre de réactions hostiles massives au sein de la population allemande. En revanche, le meurtre des Juifs allemands et occidentaux, assimilés, vivant au sein même de la population du Reich, représentait une transgression supplémentaire — qui rendait nécessaire la dissimulation. L’imaginaire d’une déportation et d’une extinction lente de ces Juifs pouvait être acceptable au sein de la population allemande, celui du meurtre immédiat et indiscriminé, beaucoup moins.

Florent Brayard montre au passage que : 

« le sens génocidaire que nous donnons communément à “exterminer”, à “annihiler” est un sens récent, apparu au cours de la guerre et consolidé après la défaite allemande. “Exterminer” un peuple (…) cela pouvait signifier à l’époque beaucoup d’autres choses, assurément funestes, que le meurtre de tous ses membres. »

N'y a-t-il pas en effet un paradoxe à penser qu'un Goebbels ait pu ignorer jusqu’en octobre 1943 la réalité du meurtre systématique de tous les Juifs — et non pas seulement des Juifs de l’Est —, lui qui n’avait cessé de réclamer dans ses articles « l’annihilation » ou « l’extermination » des Juifs ? Comment les contemporains pouvaient-ils ignorer cette réalité, alors qu’Hitler lui-même avait énoncé le 30 janvier 1939 à la tribune du Reichstag sa « prophétie », selon laquelle une guerre mondiale déclenchée par les Juifs se solderait par leur extermination ?
Florent Brayard répond à cette objection à travers une analyse de la notion d’« extermination », qui cherche à faire abstraction de ce que nous en savons aujourd’hui — 70 ans après Auschwitz —, afin de mieux comprendre le sens que ce mot pouvait recouvrir aux yeux des contemporains. Il met en évidence deux séries de faits :
- L’étude de l’usage du terme « extermination » dans le discours public des dirigeants nazis, relayé par la presse allemande, montre que celui-ci ne signifiait pas nécessairement le meurtre systématique. Les mesures antijuives allemandes furent, à partir de l’automne 1941, entourées d’un silence officiel complet, ce qui faisait de l’« extermination » annoncée un « projet sans contenu » dans la sphère publique. Par ailleurs, dans le discours officiel, le mot « extermination » était employé bien plus fréquemment pour désigner l’extermination supposée, dans les fantasmes nazis, menacer le peuple allemand en cas de victoire alliée. Or, quand la propagande évoquait cette extermination menaçante, c’était sous des formes diverses (persécution et meurtre des élites, éradication de la culture et de la puissance économique allemande, stérilisations forcées, viols) qui, en dépit de leur caractère criminel, n’étaient pas assimilables au meurtre systématique et indiscriminé de l’ensemble de la population.
- L’étude des rumeurs qui circulèrent jusqu’en 1943 parmi la population allemande — que Brayard sonde en s’aidant de multiples sources, juives et non-juives — tend à confirmer ce constat. Le mot « extermination » renvoyait dans l’imaginaire populaire à une palette de représentations floues et plus ou moins menaçantes. Dans ce contexte, la perspective d’un meurtre systématique n’était qu’une variante, loin d’être évidente et unanimement partagée par les contemporains, de l’idée que l’on se faisait du destin des Juifs occidentaux déportés à l’Est.

En d’autres termes, parler d’« extermination » ne signifiait pas nécessairement pour les contemporains avoir une connaissance précise de la réalité que nous désignons aujourd’hui sous le terme de génocide, loin de là.

## Accueil critique
Les thèses avancées par Florent Brayard ont fait l'objet de prises de positions contrastées de la part de plusieurs spécialistes de l'histoire du nazisme et de la Shoah qui ont été amenés à s'exprimer dans les médias à la suite de la parution de l'ouvrage.
- Dans son article « Repenser la Solution finale[11] », compte rendu du livre de Florent Brayard publié par le site nonfiction.fr, l'historien Nicolas Patin, tout en ne se prononçant pas sur la validité des hypothèses avancées par Florent Brayard, souligne la rigueur méthodologique de l'ouvrage et salue sa volonté d'« instiller un questionnement dans une narration historique déjà bien établie », et de réexaminer celle-ci, quitte à déboucher sur la conclusion, que d'aucuns jugeront moralement inconfortable, selon laquelle certains hauts dirigeants nazis « ne savaient pas ». Par ailleurs, selon Nicolas Patin, « l'importance de l'ouvrage » ne réside peut-être pas prioritairement dans l'analyse du « secret » que développe Florent Brayard, mais dans la réinterprétation de la signification de la conférence de Wannsee et, par conséquent, de la datation de la prise de décision de la Solution finale, qu'il avance.
- C'est à l'historien Édouard Husson que l'on doit la position la plus violemment opposée à celle de Florent Brayard. Il critique l'intégralité des hypothèses avancées par Brayard, arguant que l'« intention génocidaire », formulée par Hitler dans sa « prophétie » du 30 janvier 1939 fut partagée par l'ensemble des dirigeants nazis dès le début 1941. Les étapes suivantes de la chronologie correspondraient uniquement, selon Husson, à la mise à exécution de ce projet. C'est dès novembre 1941 qu'Hitler aurait annoncé sa décision d'exterminer tous les Juifs d'Europe avant la fin de guerre. Wannsee aurait bel et bien été le moment où la décision d'« étendre à tous les Juifs le génocide immédiat » fut énoncée aux principaux responsables nazis, l'évocation d'une transplantation à l'Est servant uniquement de camouflage — camouflage transparent pour tous ceux qui l'utilisaient. L'idée qu'il ait pu exister dans l'esprit des dirigeants nazis une distinction entre Juifs de l'Ouest et de l'Est serait erronée, tout comme l'hypothèse d'une dissimulation de la réalité du meurtre au sein de l'appareil d’État[12].
- L'historienne Annette Wieviorka, lors d'un débat télévisé avec Florent Brayard, a fait preuve d'un scepticisme mesuré, ne contestant guère les hypothèses de Brayard sur le fond, mais s'interrogeant sur les conclusions qu'il faut en tirer [13].
- Christian Ingrao, historien, directeur de l'Institut d'histoire du temps présent[14], adopte une position plus neutre dans une interview au Figaro. Ingrao se contente d'exposer la démarche de Florent Brayard et de souligner son caractère polémique vis-à-vis de la position historiographique dominante. Il refuse de se prononcer plus avant sur la validité des thèses de Brayard, soulignant que la notion de progrès dans la connaissance des phénomènes historiques lui est étrangère, et admettant que la position minoritaire de Brayard pourrait être l'objet d'un débat parmi les historiens spécialistes de la Shoah.
- Claude Lanzmann, réalisateur du film Shoah, a lui aussi pris une position de neutralité, refusant de polémiquer autour des hypothèses de Florent Brayard, et rappelant que dans le domaine de l'histoire de la Shoah « tout se déduit de formulations générales » présentes dans les sources, ce qui paraît ouvrir la voie, rétrospectivement, à une multiplicité d'interprétations historiographiques qui doivent être débattues[15].